# Herbert Reisinger
Herbert Reisinger (* 26. Dezember 1961 in St. Pölten) ist ein österreichischer Jazzmusiker (Schlagzeug, auch Gesang, Klarinette) und Komponist.

## Wirken
Reisinger begann als Autodidakt. Seit 1988 war er Mitglied von Striped Roses; mit dieser Band entstanden (z. T. mit Christoph Cech, Donna Wagner Molinari, Franz Hautzinger, Hans Steiner, Helge Hinteregger, Robert Radelmacher und Werner Dafeldecker) mehrere Alben.
In ganz Europa spielte er in zahlreichen Formationen unterschiedlichster musikalischer Genres, etwa bei Nouvelle Cuisine Big Band, der Afrofunk-Band Takon Orchester oder Erika Pluhar. Weiterhin arbeitete mit Jazz- und Avantgardemusikern wie Otto Lechner, Wolfgang Mitterer, Max Nagl, Wolfgang Reisinger oder Joe Zawinul. Es kam zu Auftritten bei Festivals wie den Donaueschinger Musiktagen. Auch im Theaterbereich war Reisinger als Musiker tätig. Nach einer Auszeit als Musiker war Reisinger ab 2008 verstärkt grenzüberschreitend als Komponist tätig.

## Diskographische Hinweise
- Prozess (1991, Solo)
- Still (1996)
- Reisinger – Lewis – Reisinger: Alone Again (Extraplatte 1999)
- Takon Orchester 2001
- Joanna Lewis/Herbert Reisinger: Songs for the Boys (Windhund 2002)
- Wolfgang Mitterer Radio Fractal – Beat Music Donaueschingen 2002 (hatOLOGY 2003)
- Briefe (2007)